# Quenòpsids
Els quenòpsids (Chaenopsidae) són una família de peixos marins inclosa en l'ordre Perciformes.

## Gèneres
- Gènere Acanthemblemaria (Metzelaar, 1919)
- Gènere Chaenopsis (Gill, 1865)
- Gènere Cirriemblemaria (Hastings, 1997)
- Gènere Coralliozetus (Evermann i Marsh, 1899)
- Gènere Ekemblemaria (Stephens, 1963)
- Gènere Emblemaria (Jordan i Gilbert, 1883)
- Gènere Emblemariopsis (Longley, 1927)
- Gènere Hemiemblemaria (Longley i Hildebrand, 1940)
- Gènere Lucayablennius (Böhlke, 1958)
- Gènere Mccoskerichthys (Rosenblatt i Stephens, 1978)
- Gènere Neoclinus (Girard, 1858)
- Gènere Protemblemaria (Stephens, 1963)
- Gènere Stathmonotus (Bean, 1885)
- Gènere Tanyemblemaria (Hastings, 1992)